# Aero Ae-01
Aero Ae-01 (Ae-10, A-1) byl československý vojenský cvičný dvoumístný dvouplošník, který byl postaven v roce 1919. Jednalo se o kopii letounu Hansa-Brandenburg B.I.
Po první světové válce získal samostatný československý stát několik rakousko-uherských letounů, které byly dislokovány na letišti v Chebu. Do služby v československém vojenském i civilním letectvu byly převzaty letouny Hansa Brandenburg B.I, Hansa Brandenburg C.I, Ansaldo SVA 10, Phönix C.I, Aviatik D.I, Anatra Anasalj, DFW B.I, LVG C.VI, Fokker B.I a další, které byly ovšem zastaralé a v nevalném technickém stavu. Později byly získány ještě další stroje (např. Albatros C.II, Albatros D.III, Rumpler C.VI, Fokker D.VII). Francie věnovala Československé armádě celkem 115 letounů z vojenských přebytků (SPAD S.VII, SPAD S.XIII, Salmson SAL.2A.2, Voisin X Bn.2 či Breguet Br.14 A.2).
Samostatné Československo se však vydalo na cestu výroby vlastních vojenských letadel a Aero Ae-01 se stalo prvním typem, i když to nebyla ještě vlastní konstrukce, ale kopie „malého“ Brandenburgu B.I (kopie, protože licenci nebylo nutno po rozpadu Rakousko-Uherska kupovat). Letadlo bylo nejprve nazváno Ae-10 (neplést s dopravním A-10), později Ae-01, od roku 1923 dostalo vojenské označení A-1, které mu zůstalo i v civilních službách (dále v článku bude letoun nazýván jen Ae-01). Dle neověřených informací dal popud k přeznačení z Ae-10 na Ae-01 Antonín Husník, protože prý by nebyla dobrá reklama firmy, aby teprve desátý projekt byl realizován.
Pozn.: letadlu Hansa-Brandenburg B.I s motorem o výkonu 100 až 160HP (podle série) se říkalo „malý“ Brandenburg, a letadlu Brandenburg C.I s motorem o výkonu 150 až 250HP (podle série) se říkalo „velký“ Brandenburg. Říkalo se jim malý a velký, i když měly téměř stejné rozměry, jen velký byl těžší, výkonnější, a mohl nosit zbraně. Písmena odlišující oba typy měla původ ve značení německých letadel první světové války : B – neozbrojené dvojplošníky, C – ozbrojené dvojplošníky. Oba Brandenburgy již tehdy nebyly moderní ani rychlé, ale byly osvědčené a oblíbené, a oba byly čs. leteckými firmami hojně kopírovány: „malý“ Brandenburg B.I jako Aero Ae-01 a Letov Š-10, „velký“ Brandenburg C.I jako A-14, A-15 a A-26.

## Výroba
Na základě požadavku armády na cvičný letoun podle rakouského vzoru Hansa-Brandenburg B.I, série 76, byl první letoun Ae-01(tehdy ještě Ae-10.01) postaven na podzim roku 1919. Stavba dle osvědčeného vzoru trvala 49 dní, a po vyzkoušení byl letoun objednán v počtu 35 kusů. Letadla Ae-01 ze začátku sériové výroby vypadala téměř stejně jako vzorový Brandenburg B.I. Toto potvrzují dochované fotografie letadel výrobní číslo 1 a 11 (na boku mají viditelné označení Ae-10.01 – viz foto, a Ae 10.11). Jediným viditelným rozdílem je chladič nad motorem, vystupující nad plochu horního křídla (jako u „velkých“ Brandenburgů C.I, původní „malý“ Brandenburg B.I, i jeho další kopie Letov Š-10 mají chladič nevystupující nad plochu horního křídla). Další viditelnou změnou, zavedenou v průběhu výroby, bylo doplnění aerodynamického odlehčení řídících ploch, které se projevilo nejnápadněji ve změně tvaru směrového kormidla. Toto pozdější provedení můžeme vidět na úvodním obrázku (i na exponátu v Leteckém muzeu Kbely), a jeho směrové kormidlo je podobné jako u „velkého“ Brandenburgu C.I, takže náběžná hrana SOP má lomeny tvar (původní byla rovná). U křidélek a výškového kormidla je aerodynamické odlehčení taky doplněno (to neměly ani „velké“ Brandenburgy), ale zde nejsou změny tak výrazné, protože vystupující odlehčovací plošky jsou menší a navíc vodorovně, což není z boku moc vidět. Letoun se po těchto změnách dost podobá „velkým“ Brandenburgům (pokud na fotce není vidět rozdíl ve velikosti motoru).
Letadla Ae-01 byla těžší, než vzorový Brandenburg B.I., protože byl nedostatek vysušeného jasanového dřeva, takže bylo použito těžší dřevo modřínové.
Pozn.1: Dne 15. března 1921 došlo k požáru dvojitého dřevěného hangárů firmy Aero na jihozápadní straně letiště Kbely (dle odpoledního vydání Lidových novin ze dne 15. března 1921). Byla v něm uskladněna zalétavaná letadla. Stejný dřevěný hangár (a později vedle i velký betonový) byl znovu postaven, ale tentokrát již na jihovýchodní straně letiště Kbely.Dle odpoledního vydání Lidových novin ze dne 15. března 1921 v hangáru shořelo 7 nových letadel, jen jeden Albatros byl zachráněn. 
Dle práce Ing. Josefa Studeného shořela právě letadla Ae-01 výrobních čísel 17, 18, 19, 20, 21, 22. Toto však není ověřeno, protože dle byla poslední letadla Ae-01 dodána 23. ledna 1921 – tedy ještě před požárem. Ale i když není jasné, co vlastně shořelo, dle byla shořelá letadla vyrobena znovu.
Pozn.2: Ke změnám ve tvaru kormidel došlo mezi výrobními čísly 12 a 23, protože na fotografiích má letadlo v. č. 11 kormidla původní, a letadlo v. č. 24 (havarované dne 27.9.1921)  má již kormidla upravená.
Upravená kormidla má sice i letadlo (replika s původním motorem a vrtulí) v Leteckém muzeu Kbely, označené jako Ae-10.21, ale to ještě neznamená, že skutečné letadlo Ae-10.21 v roce 1921 tak opravdu vypadalo – exponát mohl být sestaven z různých dochovaných dílů, možná i s použitím dílů z jiných „malých“ Brandenburgů a jejich kopií (má například volantové řízení, které by podle, mít neměl).
Letadla mohla být během provozu i upravována, protože Ae-01.10 IK-ILT (dle výrobního čísla starší provedení) má na letové fotografii aerodynamické odlehčení křidélek, které by mít neměl (odlehčení výškového kormidla nemá, směrové není na fotce vidět). Křidélka bez aerodynamického odlehčení jsou dobře vidět na fotografii nového nepotaženého Ae-01 (neznámého výrobního čísla, ale podle směrového kormidla taky staršího provedení) na fotografii.

## Technický popis
Ae-01 je dvoumístný cvičný jednomotorový dvouplošník klasické koncepce. Trup letadla je dřevěný s kovovými díly, potažený překližkou. V přední části je uložen kapalinou chlazený šestiválcový řadový motor Mercedes D.I s pevnou dřevěnou vrtulí. Motor je částečně kryt aerodynamicky tvarovanými plechy, hlava motoru s otevřeným ventilovým mechanismem je nekrytá a vystupuje nad obrys trupu. Z nekryté hlavy motoru je na pravou stranu vyvedeno šest výfukových rour (poslední dvě u sebe). Chladič je nad motorem před horním křídlem a vystupuje nad křídlo. Za motorem je v trupu umístěn otevřený pilotní prostor pro dva letce za sebou. Palivová nádrž je pod předním sedadlem, palivo do motoru je z ní vytlačováno přetlakem vzduchu. Podvozek letadla je pevný kolový, bez brzd a s blatníky, ostruha je kluzná (bez kolečka, aby bylo možno aspoň trochu brzdit přitažením řízení a přitisknutím ocasu k zemi).
Křídla jsou dřevěné konstrukce s kovovými díly, potažena plátnem. Levá a pravá křídla jsou vyrobena samostatně, horní jsou připevněna k trubkové konstrukci nad trupem, spodní k trupu. Mezi horními a spodními křídly jsou vzpěry, vše vyztuženo mnoha do kříže napnutými ocelovými dráty. Křidélka jsou jen na horním křídle, po změně v průběhu výroby jsou vybavena aerodynamickým odlehčením, vystupujícím z konců křídel. Vztlakové klapky ani sloty letadlo nemá.
Ocasní plochy jsou trojúhelníkového tvaru (po změně v průběhu výroby je náběžná hrana SOP stupňovitá), konstrukce ocasních ploch je z kovových trubek, potažená plátnem. Ocasní plochy jsou v průřezu zcela rovné (jako deska), nemají letecký profil. Stabilizátor je pevný nestavitelný, zpevněný vzpěrou k trupu a dráty k SOP, kormidla jsou ovládána ocelovými lany. Po změně v průběhu výroby mají všechna kormidla aerodynamické odlehčení (přidaná plocha kormidla před osou otáčení pro snížení ovládacích sil).
Pilotní prostor je otevřený, s větrným štítkem vpředu a se dvěma sedadly za sebou. Přední pro pilotního žáka, zadní pro instruktora. Na obou sedadlech jsou upínací pásy, s prostorem pro padák se nepočítalo. Řízení je dvojí (pro žáka vpředu a instruktora vzadu), piloti letadlo ovládají řídicími pákami (původní „malý“ Brandenburg B.I, i jeho další čs. kopie Letov Š-10 mají volantové řízení, ale muzejní Ae-10.21 rovněž!), nožním řízením směrového kormidla (brzdy letadlo nemá), motor se ovládá plynovou pákou na levé straně kokpitu (plyn se tehdy přidával dozadu, dnes dopředu). Přístrojové vybavení bylo následující: na palubní desce výškoměr, otáčkoměr motoru, teploměr chladicí kapaliny, tlakoměr oleje, tlakoměr paliva (palivo bylo z hlavní nádrže do motoru vytlačováno přetlakem, v případě poruchy pilot pumpoval ruční pumpou vedle sedadla, pomocná nádrž v horním křídle byla spádová, ze které palivo na cca 8 minut letu teklo do motoru samospádem bez přetlaku, s uzavíracím ventilem na potrubí před pilotem). Dále byl na palubní desce spínač magnetů zapalování a spouštěcí magnet s kličkou (Bosch anlass-magnet, foto Anlassu v A-11 na 
). Rychloměr s vrtulkou a ciferníkem byl vlevo na vzpěře mezi křídly, aby nebyl ovlivňován proudem vzduchu od vrtule. Pokud na zadním sedadle nebyl instruktor, musel se tam připoutat pytel s pískem, aby bylo letadlo vyvážené.

## Zbarvení a označení
Dle měla letadla Leteckého učiliště v roce 1926 trup okrový, křídla stříbrná, dle fotografií jsou krycí plechy motoru v barvě kovu. V době uvedení do provozu měla letadla na boku trupu nejstarší označení letadla i s výrobním číslem, na fotografiích např. Ae-10.01, a Ae 10.11, někdy s pomlčkou, někdy bez.  Nápis byl asi černý, a je možné, že po opravách letadel už nebyl obnovován (když armáda letadla označovala jako A-1). Dále byla letadla v armádní službě označena čs. výsostnými znaky, což byla v době uvedení do provozu až do roku 1921 červeno-modro-bílá kokarda. Československé výsostné označení se právě v době provozu Ae-01 dvakrát měnilo: od roku 1922 do roku 1926 praporové znaky, a od roku 1927 kulaté označení platné dodnes.Po vyřazení letadel z armády a prodeji civilním uživatelům byla letadla registrována v civilním leteckém rejstříku a byla označena pětipísmennou imatrikulací ve tvaru L-Bxxx a po roce 1930 OK-xxx (více v odstavci Provoz).

## Služba
Pravděpodobně všechny vyrobené kusy převzala armáda, kde v Leteckém učilišti a u leteckých pluků sloužily ke školení pilotů. V Leteckém učilišti byly používány spolu s početnějšími Š-10 k základnímu výcviku. Měly dobré letové vlastnosti (jako všechny Brandenburgy B.1 i jejich kopie), byly za letu velmi stabilní a poměrně nenáročné na pilotáž. Z tohoto důvodu se v armádě objevily názory, že se na nich pilotní žáci sice naučí létat, ale neosvojí si návyky nutné pro výkonnější stroje. 
Letadla Ae-01 měla v armádě označení A-1, a taky se jim říkalo „malé Aero“ (na rozlišení od „velkých“ A-14/15/26). Jejich motory Mercedes D.I (i jejich kopie Blesk od firmy Breitfeld & Daněk) měly jednu problematickou vlastnost: při odstavení (letadla s ostruhovým podvozkem stojí šikmo se zvednutým předkem) se do zadních válců dostával stečený olej a ztěžoval startování motoru. Proto se letadlům Š-10 i A-1 říkalo „sardinka“ (jako že plavou v oleji). Při odstavení obou typů bylo proto vhodné podepřít ocas, aby byl trup a motor ve vodorovné poloze.
Dle článku Letecké nehody vojenských strojů Československé republiky byly během armádní služby po haváriích zrušeny letouny výrobních čísel 2, 3, 6, 13, 24. Není však známo, že by na letounu Ae-01 zahynul nějaký letec.
Po dodání modernějších cvičných letadel (první byl Letov Š-18 z roku 1925) byly A-1 (i Š-10) postupně vyřazovány z armádní služby a prodávány aeroklubům a MLL.
V civilním leteckém rejstříku bylo dle registrováno 13 letadel Ae-01, označených již jako Aero A-1. Jsou to:
výrobní číslo 4 s imatrikulaci OK-ASH, od 1930 uživatel SA (Slovenský aeroklub) Bratislava, 1933 zrušen pro stáři
výrobní číslo 5 s imatrikulaci OK-ILZ, od 1930 uživatel MLL Bratislava, 1931 zrušen pro stáři
výrobní číslo 9 s imatrikulaci L-BILF, OK-ILF, od 1928 uživatel MLL, 1936 zrušen pro stáři
výrobní číslo 10 s imatrikulaci OK-ILT, od 1931 uživatel MLL Bratislava, 1936 – 1937 zrušen pro stáři
výrobní číslo 11 s imatrikulaci OK-IZW, od 1932 uživatel Západočeský aeroklub, 1934 zrušen pro stáři
výrobní číslo 16 s imatrikulaci OK-LIO, od 1933 uživatel MLL Praha, 1936 zrušen pro stáři
výrobní číslo 26 s imatrikulaci L-BASF, od 1928 uživatel SA (Slovenský aeroklub) Bratislava, 1931 zrušen pro stáři
výrobní číslo 28 s imatrikulaci L-BAAK, od 1928 uživatel MAK (Moravský aeroklub) Brno, zrušen po havárii 15.9.1929 u Moravských Budějovic
výrobní číslo 31 s imatrikulaci L-BILH, OK-ILH, od 1928 uživatel MLL Olomouc, 1936 zrušen pro stáři
výrobní číslo 32 s imatrikulaci OK-LIV, od 1934 uživatel MLL Lysá n.L., 1936 zrušen pro stáři
výrobní číslo 33 s imatrikulaci L-BILE, od 1928 do 1931 uživatel VDF (Verband Deutscher Flieger in der ČSR = Asociace německých letců v ČSR)
výrobní číslo 34 s imatrikulaci OK-ASN, OK-AVT, od 1932 uživatel ÚLŠ, AVS (Aeroklub vysokoškolského sportu), 1934 zrušen pro stáři
výrobní číslo 35 s imatrikulaci OK-ILV, od 1930 uživatel MLL Karlovy Vary, 1933 zrušen pro stáři

## Specifikace

### Technické údaje
- Osádka: 2, žák a instruktor
- Délka: 8,50 m
- Rozpětí: 12,30 m
- Výška: 2,9
- Plocha křídla: 35 m²
- Prázdná hmotnost: 715 kg
- Max. vzletová hmotnost: 933 kg
- Pohonná jednotka: 1 × Mercedes D.I
- Výkon pohonné jednotky: 100 HP

### Výkony
- Maximální rychlost: 110 km/h
- Stoupavost: 105 m/min